# Le Temps de vivre
Pour plus de détails, voir Fiche technique et Distribution.
Le Temps de vivre est un film français réalisé par Bernard Paul et sorti en 1969.

## Synopsis
Louis, un ouvrier maçon rémunéré à la tâche, fait constamment des heures supplémentaires pour apporter à sa famille qui habite une HLM de Martigues le confort auquel chacun aspire. Paradoxe de notre société, cela ne lui laisse plus guère de temps pour se consacrer à sa femme Marie et à ses enfants, Jean-Marc et la petite Corinne. Le couple souffre de ce temps absent et, faute de ne pas suffisamment communiquer, rencontre des difficultés relationnelles. Marie, en établissant un sérieux contact avec le professeur de son fils, va à la fois s'ouvrir à la culture et sauver son couple avec une relation conjugale différente et une nouvelle organisation sociale.

## Fiche technique
- Titre original : Le Temps de vivre
- Réalisation : Bernard Paul
- Scénario et dialogues : Bernard Paul d'après le roman d'André Remacle Le Temps de vivre (Les Éditeurs Français Réunis, 1965)
- Assistant à la réalisation : Alain Corneau
- Costumes et décors : Françoise Arnoul
- Coiffures : Renée Guidet
- Photographie : William Lubtchansky
- Cadrages : Jean Orjollet, Claude Amiot
- Son : Bernard Ortion
- Assistant-son : Jean-Louis Ughetto
- Montage : Danielle Grimberg
- Assistantes-montage : Monique Clocher, Hélène Sautreau
- Musique : Georges Moustaki
- Musique additionnelle : Johann Pachelbel
- Scripte : Françoise Hellmann
- Photographe de plateau : Guy de Belleval
- Attaché de presse : Bertrand Tavernier
- Producteur exécutif : Jacques Rouffio
- Administratrice de production : Luce Capitolis
- Sociétés de production : Francina (France), Orphée Productions (France)
- Sociétés de distribution : Metropolitan Films (France), Planfilm (France)
- Pays de production :  France
- Langue : français
- Format : 35 mm — couleur (Eastmancolor) — 1.66:1 — son monophonique
- Laboratoire : Éclair Tirage
- Genre : comédie dramatique
- Durée : 105 minutes
- Date de sortie : 
  - France : 11 juin 1969
- (fr) Classification et visa CNC : mention « tous publics », visa d'exploitation no 34383 délivré le 6 juin 1969

## Distribution
- Marina Vlady : Marie
- Frédéric de Pasquale : Louis
- Chris Avram (crédité Cristea Avram) : le professeur Castro
- Catherine Allégret : Catherine
- Françoise Godde : Angélina
- Éric Damain : Jean-Marc
- Yves Afonso : René, un collègue de travail de Louis
- Louise Rioton : la mère de Marie
- Georges Staquet : Enrico, un collègue de travail de Louis
- Hénia Suchar alias Hénia Ziv (non créditée) : l'amie de Marie à la terrasse du café
- Anne Guillard : Corinne
- Boudjema Bouhada : Mohamed, un collègue de travail de Louis

## Musique du film

### Le temps de vivre de Georges Moustaki
Georges Moustaki coopère au film de Bernard Paul en écrivant sa BO. La chanson Le Temps de vivre, interprétée à la fin du film par Hénia Ziv, n'a pas beaucoup d'impact à sa sortie.
En revanche, cette même année 1969, Georges Moustaki fait un remarquable retour à la chanson avec son album Le Métèque, orchestré par Alain Goraguer et dans lequel il reprend le titre Le Temps de vivre. Son disque rencontre un beau succès et sa version du Temps de vivre devient plus populaire que le film.
Les deux actrices qui ont, chacune à leur façon, participé au film, relatent les faits dans leurs biographies respectives. Françoise Arnoul dans Animal doué de bonheur et Marina Vlady dans 24 images/seconde.
- Françoise Arnoul : « J'ai découvert il n'y a pas très longtemps à la gare de Lyon une cassette portant l'inscription « Un film de Bernard Paul et Georges Moustaki ». Peut-être un piratage en provenance de ces pays [de l'est], pour lesquels l'auteur de la musique du film et de la magnifique chanson Le Temps de vivre était plus connu que son réalisateur. »
- Marina Vlady : « J'ai continué à fréquenter Bernard Paul, Françoise Arnoul ainsi que tous les autres membres de cette belle équipe. Beaucoup sont devenus célèbres, Corneau et Tavernier comme réalisateurs, et Moustaki, pendant de longues années, ouvrira ses concerts avec la chanson Le Temps de Vivre » :

Nous prendrons le temps de vivre,

D'être libres, mon amour,

Sans projets et sans habitudes,

Nous pourrons rêver notre vie…

## Distinction

### Récompense
- Grand Prix de l'Académie du Cinéma 1970

## Tournage
- Période prises de vue : 16 avril au 22 juin 1968[2].
- Extérieurs dans les Bouches-du-Rhône :
  - Martigues et son agglomération : plage de La Couronne, Carro ;
  - Châteauneuf-les-Martigues : lido du Jaï ;
  - Marseille, deux séquences :
— Marie (Marina Vlady) s’ouvre à la culture. Sur la Canebière, elle trouve le disque de Pachelbel qu’elle cherchait au drugstore (disparu, situé au no 41 de la Canebière, angle avec le cours Belsunce)[Note 1]. Elle entre dans une librairie (succursale des Librairies Flammarion, 54, La Canebière), un vendeur s'approche d'elle et lui demande ce qu'elle recherche, mais, intimidée, elle en ressort sans rien acheter.
— Louis (Frédéric de Pasquale), après sa visite chez le docteur, va sur La Canebière et s’attable à la terrasse de la brasserie « Le Sans Pareil » (disparu, 71, La Canebière) où il rencontre Catherine (Catherine Allégret).

Sites de tournage extérieur à Martigues et sa région
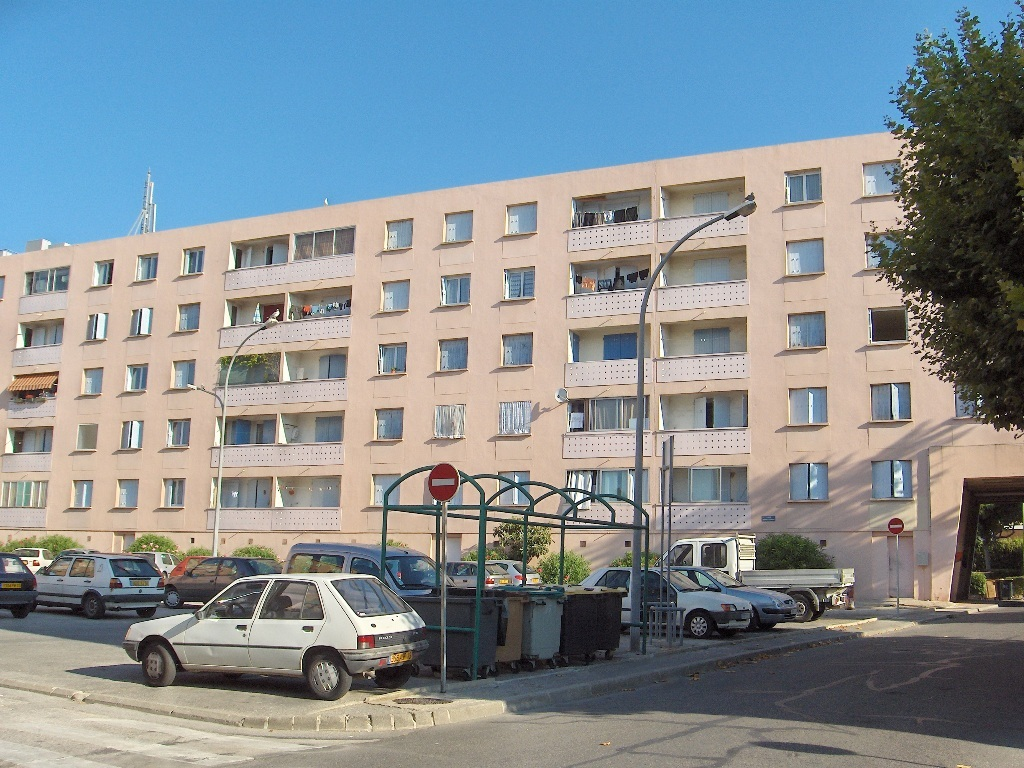
Les HLM du tournage, place Auguste Renoir à Martigues.
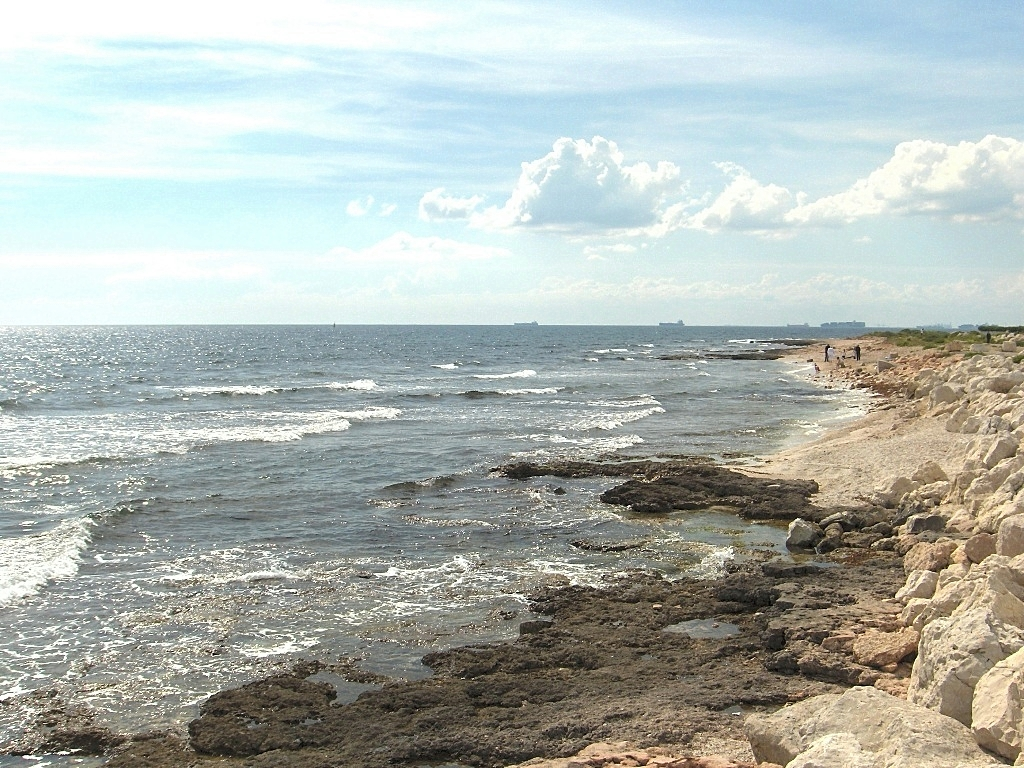
Littoral de Carro, séquence « balade de Marie » avec ses enfants et le professeur Castro.
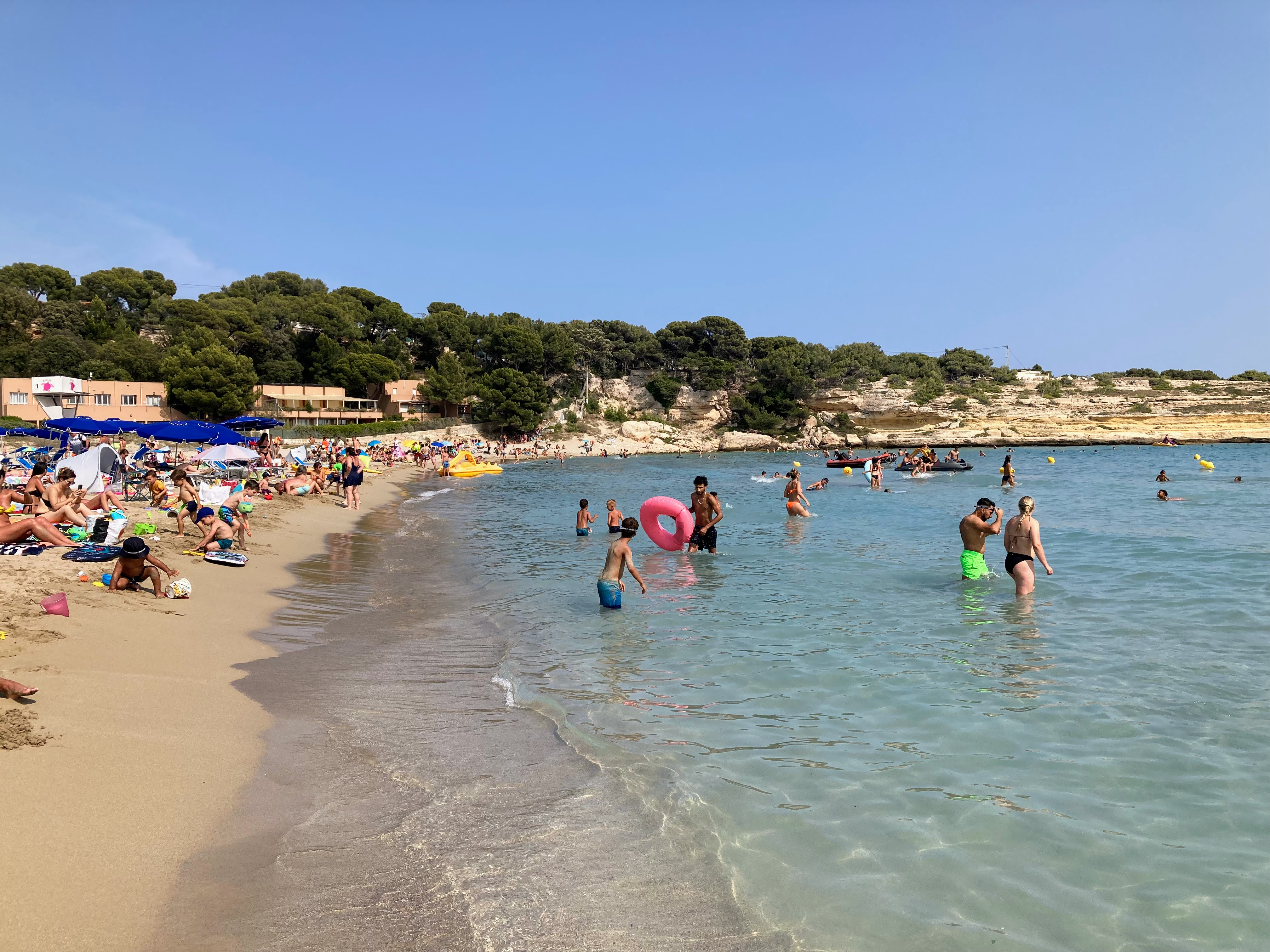
Plage du Verdon à La Couronne, séquence où Marie joue au volley-ball.
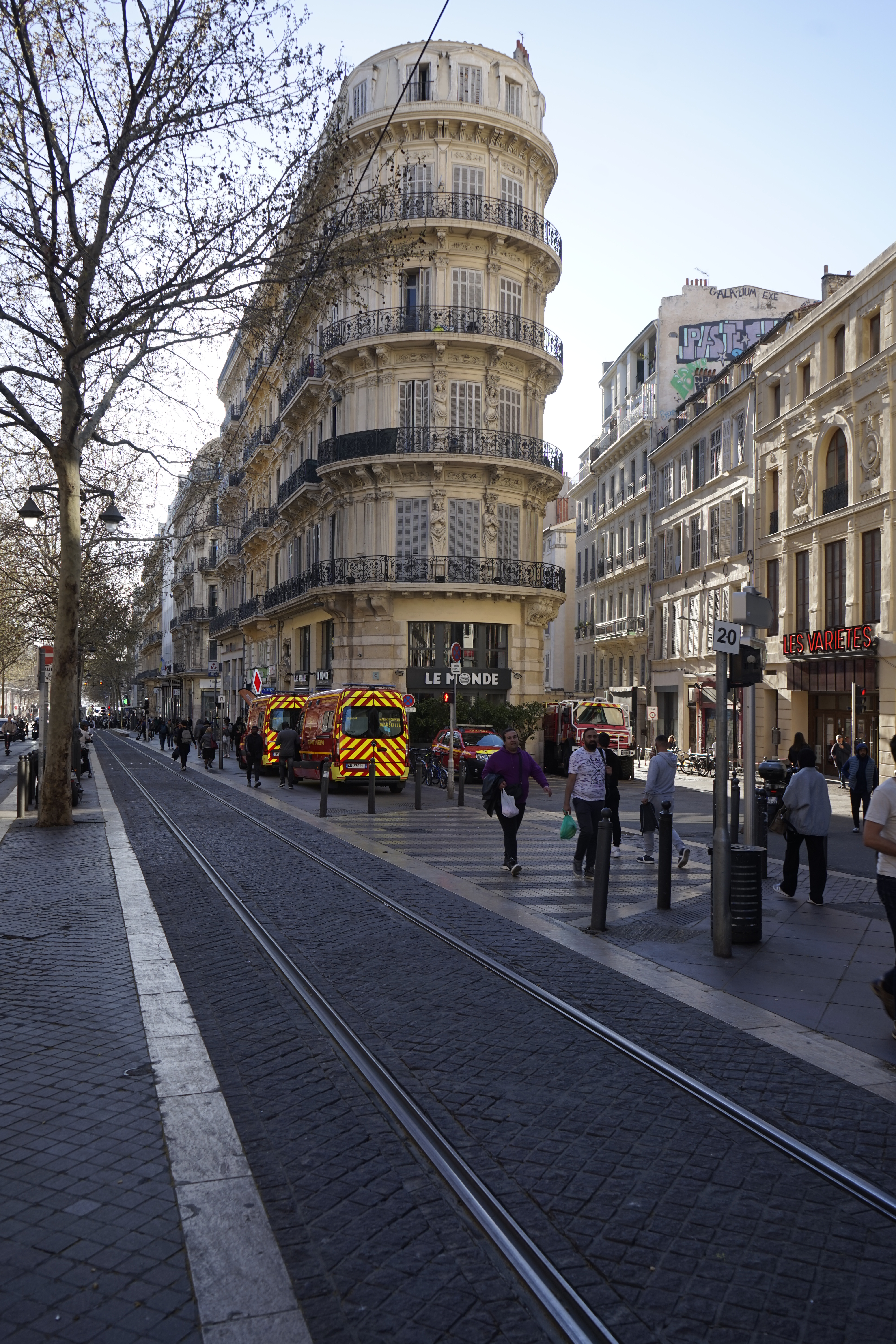
Immeuble[Note 2] situé au 71, la Canebière, séquence où Louis fait la connaissance de Catherine à la brasserie « Le Sans-Pareil ».
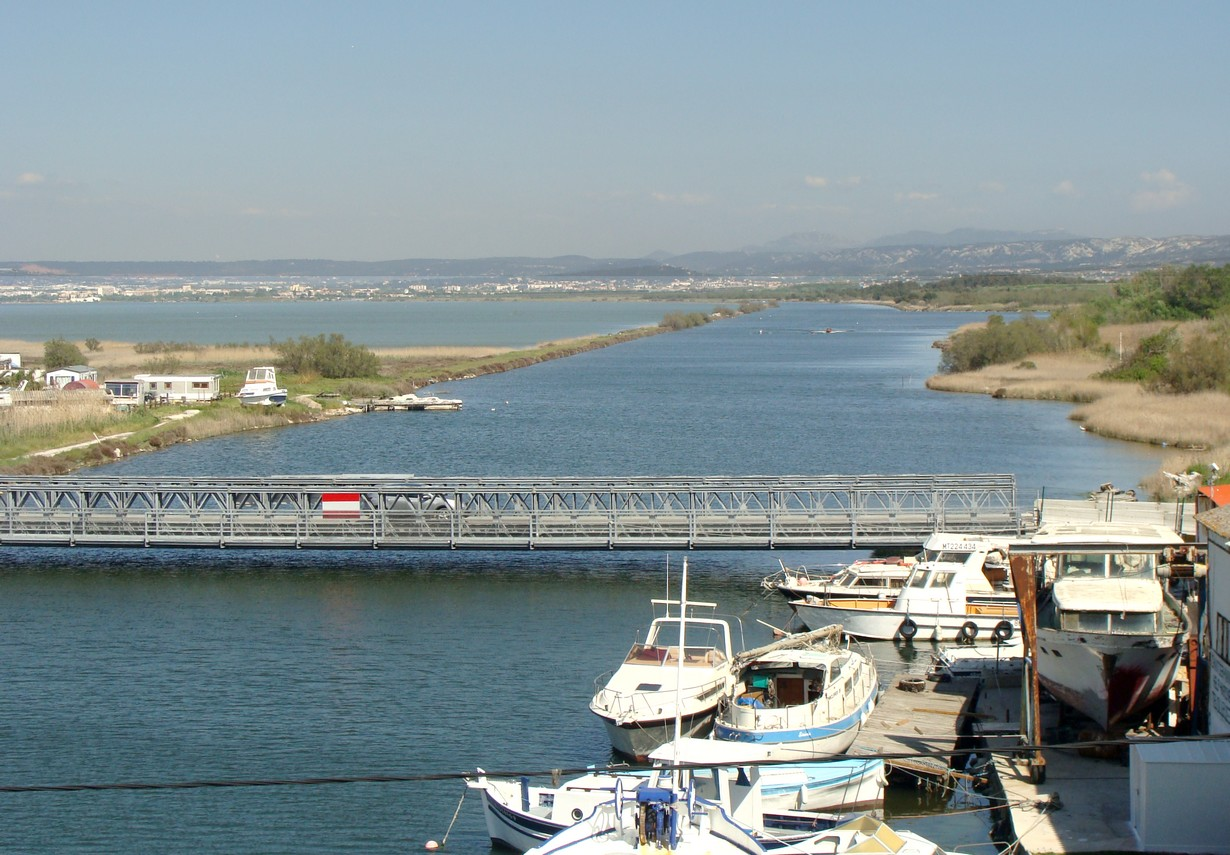
Lido du Jaï, scène des adieux entre Marie et le professeur Castro.

## Autour du film

### Un film communautaire
Bernard Paul, communiste, a adapté le roman d'un autre communiste, André Remacle, et son Temps de vivre, son premier film en tant que réalisateur, a notamment été produit en coopérative (Les Productions Francina : Françoise Arnoul, Marina Vlady et Bernard Paul).
Marina Vlady, invitée à Martigues en avril 2022 pour assister à une projection du film, se souvient du tournage durant Mai 68 et de la vie communautaire sans salaire (production en coopérative) de l'équipe du film hébergée à la Maison des gens de mer (disparue en 2011),.

### Prologue
Soucieux de retranscrire au mieux la réalité quotidienne, Bernard Paul a filmé, en prologue, un débat avec les témoignages d'authentiques ouvriers de la région.

### Mai 68
Le tournage a débuté en avril 1968 à Martigues et a été interrompu par les événements du mois de mai. Le film bénéficie ainsi des instants filmés sur le vif lors des défilés contestataires de l'époque. L'actrice Catherine Allégret raconte les péripéties du tournage dans son autobiographie Les Souvenirs et les Regrets aussi...

### Françoise et Bernard
Françoise Arnoul fut la compagne de Bernard Paul de 1964 jusqu'au décès de celui-ci en 1980.

### Le temps de Jacquou le Croquant
Éric Damain a connu son heure de gloire dès 13 ans grâce au feuilleton télévisé Jacquou le Croquant de Stellio Lorenzi diffusé en 1969.

### Roman
- André Remacle : Le Temps de vivre, Les Éditeurs Français Réunis, Paris, 1965 et Éditions Temps Actuel/Scandéditions, 1985  (ISBN 2201015619)

### Biographies
- Catherine Allégret, Les Souvenirs et les regrets aussi..., Éditions Fixot, Paris, 1994  (ISBN 2876452022)
- Françoise Arnoul avec Jean-Louis Mingalon, Animal doué de bonheur, Éditions Belfond, Paris, 1995  (ISBN 2714432441)
- Marina Vlady, 24 images/seconde, Éditions Fayard, Paris, 2005  (ISBN 2213623589)